# Cynoscion othonopterus
Cynoscion othonopterus és una espècie de peix de la família dels esciènids i de l'ordre dels perciformes.

## Morfologia
- Els mascles poden assolir 70 cm de longitud total[3] i 2.430 g de pes.[4][5]

## Hàbitat
És un peix de clima subtropical i bentopelàgic.

## Distribució geogràfica
Es troba al Pacífic oriental central: el Golf de Califòrnia.

## Observacions
És inofensiu per als humans.